# Fray Luis Beltrán (buque)
El Fray Luis Beltrán, inicialmente Eva Perón, fue un buque tanque de la empresa petrolera estatal argentina Yacimientos Petrolíferos Fiscales (YPF) activo de 1952 a 1968.

## Características
Fue un buque tanque de 26 000 t de desplazamiento máximo, 172,5 m de eslora, de 21,6 m de manga, de 11,8 m de puntal y 9,4 m de calado. Su capacidad de carga a granel alcanzaba los 1607 m³; y estaba impulsado por dos turbinas de vapor Parsons con 6000 CV de potencia.

## Historial
Fue botado en 1951 por el astillero Cammell Laird & Co. Ltd. de Birkenhead (Inglaterra, Reino Unido), siendo bautizado «Eva Perón»; y, en 1952, fue asignado a Yacimientos Petrolíferos Fiscales (YPF).
En 1955 su nombre fue sustituido por «Fray Luis Beltrán» durante la dictadura autodenominada «Revolución Libertadora».
En 1968, estando en el puerto de La Plata, el buque quedó destruido luego de sufrir un incendio junto con los buques Islas Orcadas y Cutral Co.